# Les Cahiers de la Licorne
Les Cahiers de la Licorne (ou La Licorne) était un magazine littéraire fondée par la poétesse uruguayenne Susana Soca, qui a publié trois numéros à Paris au printemps 1947, à l'automne 1948 et à l'hiver 1948.
Une publication de suivi, Entregas de la Licorne, a été lancée à Montevideo en 1953 sous l'éditeur Ángel Rama.